# Veniero Accreman
Veniero Accreman (Rimini, 23 novembre 1923 – Rimini, 27 dicembre 2016) è stato un avvocato, politico e saggista italiano.

## Biografia
Laureato in giurisprudenza, fu partigiano operante nella zona di Borghi, diventando uno dei primi presidenti dell’ANPI, nonché, in quegli anni, avvocato difensore dei partigiani riminesi dopo la guerra, professione in cui si distinse.
Esponente del Partito Comunista Italiano, fu sindaco di Rimini fra l'aprile 1957 e il gennaio 1958, città per la quale si impegnò durante gli anni della sua ricostruzione.
Venne eletto alla Camera dei deputati nel 1963. Ricandidato alle elezioni politiche del 1968, non risultò eletto, ma subentrò a Montecitorio il 17 giugno del 1971 dopo le dimissioni del collega Nicola Pagliarani; venne rieletto alle successive elezioni del 1972, concludendo definitivamente l'esperienza parlamentare nel 1976.
Morì all'età di 93 anni nel dicembre del 2016.
Di origini bavaresi, fu autore dell'autobiografia "Le pietre di Rimini", dove narrò della lotta partigiana nella sua provincia.